# Congregatie van het Heilig Kruis
De Congregatie van het Heilig Kruis (Latijn: Congregatio Sanctae Crucis; afgekort: CSC) werd opgericht te Le Mans in 1837 door de zalige Basile Antoine Moreau (Laigné-en-Belin, 1799 – 1873). 

## Geschiedenis
De congregatie werd opgericht om de pastorale noden te lenigen en voor het onderricht van de Franse Kerk. Vanaf 1840 werden paters en broeders naar Algerije uitgezonden, naar de Verenigde Staten (1841) en Oost-Bengalen (het huidige Bangladesh) (1847). In 1841 worden zusters, de Marianiten van het Heilig Kruis, bij de congregatie gevoegd. In 1901 moest het grootste deel van de leden Frankrijk gedwongen verlaten door de maatregelen van het anti-katholieke regime. De hoofdzetel verhuisde naar Notre Dame in het Amerikaanse Indiana, tevens de zetel van de prestigieuze Universiteit van Notre Dame.

## Huidige situatie
De congregatie is momenteel actief in vijftien landen waaronder Bangladesh, Brazilië, Canada, Chili, Frankrijk, Haïti, India, Kenia, Mexico, Peru, Tanzania, Oeganda en de Verenigde Staten. De congregatie telde in 2004 773 priesters en 1635 mannelijke religieuzen.
Pater Basile Antoine Moreau is op 15 september 2007 in Le Mans zalig verklaard. Dit was de eerste zaligverklaring op Frans grondgebied sinds paus Benedictus XVI besliste dat zaligverklaringsplechtigheden ook in het bisdom van herkomst kunnen doorgaan. De pater dankt zijn zaligverklaring aan de wonderbaarlijke genezing van een Canadese vrouw in 1948. Deze genezing werd in 2003 door de Kerk als mirakel aanvaard.

## Onderscheidingen
1993: Four Freedoms Award voor godsdienstvrijheid